# ادوارد وانتسیان
ادوارد نیکیتی وانتسیان (ارمنی: Էդուարդ Նիկիտիի Վանցյան زادهٔ ۱۳ سپتامبر ۱۹۲۱ - درگذشته ۱۷ فوریهٔ ۱۹۸۹) پزشک، جراح اهل ارمنستان بود.

## زندگی‌نامه
وی در ۱۳ سپتامبر ۱۹۲۱ در تفلیس به دنیا آمد و از دانشگاه دولتی پزشکی تفلیس (۱۹۴۳) فارغ‌التحصیل گشت. همچنین برندهٔ جوایزی همچون نشان پرچم سرخ کار، نشان برجسته افتخار و جایزه دولتی اتحاد شوروی شده است. وی در ۱۷ فوریهٔ ۱۹۸۹ در سن ۶۷ سالگی در مسکو درگذشت.

## یادداشت
1. ↑  բժշկական գիտությունների դոկտոր